# 만 (성씨)
만(萬)씨는 중국과 한국의 성씨이다.
신라 진평왕 때 대나마(大奈麻)를 지낸 만세(萬世), 경덕왕 때 상대등(上大等)을 지낸 만종(萬宗), 고려 태조 때 대광(大匡)에 오른 만세(萬歲), 신종 때의 노비 만적(萬積) 등이 있으나 상고할 바가 없다.
오늘날의 만씨는 대부분 임진왜란 때 원군으로 조선에 온 명나라의 경리사(經理使) 만세덕(萬世德)의 후예로 알려져 있다. 
1930년도 국세조사에서 39가구가 있었는데, 이 중 35가구는 북부 지방에 있고, 중부 지방 개성, 강화에 2가구씩 있다.
1960년도 국세조사에서는 429명, 2015년 대한민국 통계청에서는 124명으로 조사되었다. 본관은 광해 34명, 강릉(江陵) 22명, 강화(江華) 19명, 전주 14명, 진주 11명, 상주 9명, 대전 5명, 기타 10명이다.